# Teenage Mutant Ninja Turtles (Game Boy Advance)
Teenage Mutant Ninja Turtles is een spel voor de Game Boy Advance uit 2003. Het spel is gebaseerd op de tweede animatieserie van de Teenage Mutant Ninja Turtles, en is daarmee het eerste spel gebaseerd op deze serie.
In plaats van een vast aantal levels bespeelbaar met elke Turtle bevat dit spel voor elke Turtle een uniek scenario met eigen levels. Als toevoeging aan de klassieke side-scrolling levels zijn er ook third-person races, een shell-glider level voor Donatello en een motorfietsrace tussen Raphael en Casey Jones.

## Leonardo
Dit deel van het spel begint met een achtergrondverhaal over wat er gebeurd is gedurende de nieuwe TMNT serie. Na een nieuwsreportage te hebben gezien over de mouser robots, vallen de Mousers het huis van de Turtles aan.
Leonardo's speciale level speelt zich af in de Turtle Van (het bestelbusje van de TMNT). De speler moet mousers opblazen en het einde van het level bereiken. Hiervoor moet uiteindelijke en stalen deur worden opgeblazen.

## Raphael
Raphael is de volgende bespeelbare Turtle. Hij krijgt een ruzie met Michelangelo en gaat naar buiten om even af te koelen. Daar wordt hij geconfronteerd met purple dragon leden en later ook Casey Jones. Hij moet de leider van de Dragons, Dragonface, verslaan.
In zijn speciale level racet Raphael tegen Casey op zijn motorfiets.

## Donatello
Dr. Baxter Stockman maakt nieuwe onverslaanbaare Foot tech ninjas. Raphael wordt in een hinderlaag gelokt en gevangen. Donatello moet hem redden, en probeert tegelijk meer te ontdekken over de fascinerende technologie achter de Foot Tech ninjas.
Donatello's speciale level is een hangglider level. Hij moet vijanden verslaan tijdens een hinderniskoers en veilig het einde van het level bereiken.

## Michelangelo
Michelangelo's level begint met de Turtles die een vreemde substantie vinden. Deze substantie blijkt toe te behoren aan genetisch gemanipuleerde wezens. Onderweg moet Michelangelo mutanten en andere vijanden verslaan.
Michelangelo's speciale level is een skateboard level waarin hij een aantal paarse kristallen moet verzamelen terwijl hij in de riolen buizen ontwijkt.

## Ontvangst
Het spel werd verschillend beoordeeld:
| Beoordeeld door                  | Datum             | Score |
| -------------------------------- | ----------------- | ----- |
| Game Shark                       | 18 november 2003  | 83%   |
| Digital Entertainment News (den) | 10 december 2003  | 72%   |
| Video Game Generation            | 10 september 2006 | 70%   |
| Kombo.com                        | 18 mei 2004       | 70%   |
| IGN                              | 22 oktober 2003   | 69%   |
| Deeko                            | oktober 2003      | 60%   |
| GameSpy                          | 11 november 2003  | 60%   |
| AceGamez                         | november 2004     | 60%   |
| Jeuxvideo.com                    | 19 december 2003  | 50%   |
| The Video Game Critic            | 30 mei 2004       | 25%   |